# Japán kormányfőinek listája
Ez azoknak a személyeknek a történelmi listája, akik betöltötték Japán miniszterelnöke tisztségét. A kormányfők nevei a japán helyesírás szerint vannak írva; az ott szokásos névsorrenddel összhangban először a családnév, majd az utónév szerepel.
A jelenlegi miniszterelnök Isiba Sigeru, aki 2024. október 1. óta van ebben a pozícióban.

## Miniszterelnökök listája
| Szám                                                                          | Név                              | Kép                        | Hivatali idő                                     | Párt                                        |
| ----------------------------------------------------------------------------- | -------------------------------- | -------------------------- | ------------------------------------------------ | ------------------------------------------- |
| 1.                                                                            | Itó Hirobumi                     |                            | 1885. december 22-étől 1888. április 30-áig      | Nem volt                                    |
| 2.                                                                            | Kuroda Kijotaka                  |                            | 1888. április 30-ától 1889. október 25-éig       | Nem volt                                    |
| Ez alatt az átmeneti időszak alatt Szandzsó Szanetomi volt a miniszterelnök.  |                                  |                            |                                                  |                                             |
| 3.                                                                            | Jamagata Aritomo                 |                            | 1889. december 24-étől 1891. május 6-áig         | Nem volt                                    |
| 4.                                                                            | Macuka Maszajosi                 |                            | 1891. május 6-ától 1892. augusztus 8-áig         | Nem volt                                    |
| 5.                                                                            | Itó Hirobumi (másodszor)         |                            | 1892. augusztus 8-ától 1896. augusztus 31-éig    | Nem volt                                    |
| Ez alatt az átmeneti időszak alatt Kuroda Kijotaka volt a miniszterelnök.     |                                  |                            |                                                  |                                             |
| 6.                                                                            | Macuka Maszajosi                 |                            | 1896. szeptember 28-ától 1898. január 12-éig     | Nem volt                                    |
| 7.                                                                            | Itó Hirobumi (harmadszor)        |                            | 1898. január 12-étől 1898. június 30-áig         | Nem volt                                    |
| 8.                                                                            | Ókuma Sigenobu                   |                            | 1898. június 30-ától 1898. november 3-áig        | Alkotmányos (Kenszeito)                     |
| 9.                                                                            | Jamagata Aritomo                 |                            | 1898. november 8-ától 1900. október 19-éig       | Nem volt                                    |
| 10.                                                                           | Itó Hirobumi (negyedszer)        |                            | 1900. október 19-étől 1901. május 10-éig         | Alkotmányos (Seijukai)                      |
| Ez alatt az átmeneti időszak alatt Szaiondzsi Kinmocsi volt a miniszterelnök. |                                  |                            |                                                  |                                             |
| 11.                                                                           | Kacura Taró                      |                            | 1901. június 2-ától 1906. január 7-éig           | Nem volt                                    |
| 12.                                                                           | Szaiondzsi Kinmocsi              |                            | 1906. január 7-étől 1908. július 14-éig          | Alkotmányos (Seijukai)                      |
| 13.                                                                           | Kacura Taró (másodszor)          |                            | 1908. július 14-étől 1911. augusztus 30-áig      | Nem volt                                    |
| 14.                                                                           | Szaiondzsi Kinmocsi (másodszor)  |                            | 1911. augusztus 30-ától 1912. december 21-éig    | Alkotmányos (Seijukai)                      |
| 15.                                                                           | Kacura Taró (harmadszor)         |                            | 1912. december 21-étől 1913. február 20-áig      | Nem volt                                    |
| 16.                                                                           | Jamamoto Gonnohjóe               |                            | 1913. február 20-ától 1914. április 16-áig       | Hadsereg (Haditengerészet)                  |
| 17.                                                                           | Ókuma Sigenobu (másodszor)       |                            | 1914. április 16-ától 1916. október 9-éig        | Alkotmányos Nacionalista                    |
| 18.                                                                           | Teraucsi Maszatake               |                            | 1916. október 9-étől 1918. szeptember 29-éig     | Hadsereg (Szárazföldi Erők)                 |
| 19.                                                                           | Hara Takasi                      |                            | 1918. szeptember 29-étől 1921. november 4-éig    | Alkotmányos (Seijukai)                      |
| Ez alatt az átmeneti időszak alatt Ucsida Jaszuja volt a miniszterelnök.      |                                  |                            |                                                  |                                             |
| 20.                                                                           | Takahasi Korekijo                |                            | 1921. november 13-ától 1922. június 12-éig       | Alkotmányos (Seijukai)                      |
| 21.                                                                           | Kató Tomoszaburó                 |                            | 1922. június 12-étől 1923. augusztus 24-éig      | Hadsereg (Haditengerészet)                  |
| Ez alatt az átmeneti időszak alatt Ucsida Jaszuja volt a miniszterelnök.      |                                  |                            |                                                  |                                             |
| 22.                                                                           | Jamamoto Gonnohjóe (másodszor)   |                            | 1923. szeptember 2-ától 1924. január 7-éig       | Hadsereg (Haditengerészet)                  |
| 23.                                                                           | Kijoura Keigo                    |                            | 1924. január 7-étől 1924. június 11-éig          | Nem volt                                    |
| 24.                                                                           | Kató Takaaki                     |                            | 1924. június 11-étől 1926. január 28-áig         | Alkotmányos (Kenszeito)                     |
| Ez alatt az átmeneti időszak alatt Vakacuki Reidzsiró volt a miniszterelnök.  |                                  |                            |                                                  |                                             |
| 25.                                                                           | Vakacuki Reidzsiró               |                            | 1926. január 30-ától 1927. április 20-áig        | Alkotmányos (Kenszeito)                     |
| 26.                                                                           | Tanaka Giicsi                    |                            | 1927. április 20-ától 1929. július 2-áig         | Alkotmányos (Seijukai)                      |
| 27.                                                                           | Hamagucsi Oszacsi                |                            | 1929. július 2-ától 1931. április 14-éig         | Alkotmányos Demokrata                       |
| 28.                                                                           | Vakacuki Reidzsiró (másodszor)   |                            | 1931. április 14-étől 1931. december 13-áig      | Alkotmányos Demokrata                       |
| 29.                                                                           | Inukai Cujosi                    |                            | 1931. december 13-ától 1932. május 16-áig        | Alkotmányos (Seijukai)                      |
| Ez alatt az átmeneti időszak alatt Takahasi Korekijo volt a miniszterelnök.   |                                  |                            |                                                  |                                             |
| 30.                                                                           | Szaitó Makoto                    |                            | 1932. május 26-ától 1934. július 8-áig           | Hadsereg (Haditengerészet)                  |
| 31.                                                                           | Okada Keiszuke                   |                            | 1934. július 8-ától 1936. március 9-éig          | Hadsereg (Haditengerészet)                  |
| 32.                                                                           | Hirota Koki                      |                            | 1936. március 9-étől 1937. február 2-áig         | Nem volt                                    |
| 33.                                                                           | Hajasi Szendzsúró                |                            | 1937. február 2-ától 1937. június 4-éig          | Hadsereg (Szárazföldi Erők)                 |
| 34.                                                                           | Konoe Fumimaro                   |                            | 1937. június 4-étől 1939. január 5-éig           | Nem volt                                    |
| 35.                                                                           | Hiranuma Kiicsiró                |                            | 1939. január 5-étől 1939. augusztus 30-áig       | Nem volt                                    |
| 36.                                                                           | Abe Nobujuki                     |                            | 1939. augusztus 30-ától 1940. január 16-áig      | Hadsereg (Szárazföldi Erők)                 |
| 37.                                                                           | Jonai Mucumasza                  |                            | 1940. január 16-ától 1940. július 22-éig         | Hadsereg (Szárazföldi Erők)                 |
| 38.                                                                           | Konoe Fumimaro (másodszor)       |                            | 1940. július 22-étől 1941. július 18-áig         | A császár uralmával teljesen egyetértő párt |
| 39.                                                                           | Konoe Fumimaro (harmadszor)      |                            | 1941. július 18-ától 1941. október 18-áig        | A császár uralmával teljesen egyetértő párt |
| 40.                                                                           | Tódzsó Hideki                    |                            | 1941. október 18-ától 1944. július 22-éig        | Hadsereg (Szárazföldi Erők)                 |
| 41.                                                                           | Koiszo Kuniaki                   |                            | 1944. július 22-étől 1945. április 7-éig         | Hadsereg (Szárazföldi Erők)                 |
| 42.                                                                           | Szuzuki Kantaró                  |                            | 1945. április 7-étől 1945. október 9-éig         | Hadsereg (Haditengerészet)                  |
| 43.                                                                           | Higasikuni Naruhiko              |                            | 1945. augusztus 17-étől 1945. október 9-éig      | A császári család                           |
| 44.                                                                           | Sidehara Kidzsúró                |                            | 1945. október 9-étől 1946. május 22-éig          | Nem volt                                    |
| 45.                                                                           | Josida Sigeru                    |                            | 1946. május 22-étől 1947. május 24-éig           | Liberális                                   |
| 46.                                                                           | Katajama Tecu                    |                            | 1947. május 24-étől 1948. március 10-éig         | Szocialista                                 |
| 47.                                                                           | Asida Hitosi                     |                            | 1948. március 10-étől 1948. október 15-éig       | Demokrata                                   |
| 48.                                                                           | Josida Sigeru (másodszor)        |                            | 1948. október 15-étől 1949. február 16-áig       | Liberális                                   |
| 49.                                                                           | Josida Sigeru (harmadszor)       |                            | 1949. február 16-ától 1952. október 30-áig       | Liberális                                   |
| 50.                                                                           | Josida Sigeru (negyedszer)       |                            | 1952. október 30-ától 1953. május 21-éig         | Liberális                                   |
| 51.                                                                           | Josida Sigeru (ötödször)         |                            | 1953. május 21-étől 1954. december 10-éig        | Liberális                                   |
| 52.                                                                           | Hatojama Icsiró                  |                            | 1954. december 10-étől 1955. március 19-éig      | Demokrata                                   |
| 53.                                                                           | Hatojama Icsiró (másodszor)      |                            | 1955. március 19-étől 1955. november 22-éig      | Demokrata                                   |
| 54.                                                                           | Hatojama Icsiró (harmadszor)     |                            | 1955. november 22-étől 1956. december 23-áig     | Liberális Demokrata                         |
| 55.                                                                           | Isibasi Tanzan                   |                            | 1956. december 23-ától 1957. február 25-éig      | Liberális Demokrata                         |
| 56.                                                                           | Kisi Nobuszuke                   |                            | 1957. február 25-étől 1958. június 12-éig        | Liberális Demokrata                         |
| 57.                                                                           | Kisi Nobuszuke (másodszor)       |                            | 1958. június 12-étől 1960. július 19-éig         | Liberális Demokrata                         |
| 58.                                                                           | Ikeda Hajato                     |                            | 1960. július 19-étől 1960. december 8-áig        | Liberális Demokrata                         |
| 59.                                                                           | Ikeda Hajato (másodszor)         |                            | 1960. december 8-ától 1963. december 9-éig       | Liberális Demokrata                         |
| 60.                                                                           | Ikeda Hajato (harmadszor)        |                            | 1963. december 9-étől 1964. november 9-éig       | Liberális Demokrata                         |
| 61.                                                                           | Szató Eiszaku                    | Eisaku Sato 19641109       | 1964. november 9-étől 1967. február 17-éig       | Liberális Demokrata                         |
| 62.                                                                           | Szató Eiszaku (másodszor)        | Eisaku Sato 19641109       | 1967. február 17-étől 1970. január 14-éig        | Liberális Demokrata                         |
| 63.                                                                           | Szató Eiszaku (harmadszor)       | Eisaku Sato 19641109       | 1970. január 14-étől 1972. július 7-éig          | Liberális Demokrata                         |
| 64.                                                                           | Tanaka Kakuei                    | Kakuei Tanaka 19720707     | 1972. július 7-étől 1972. december 22-éig        | Liberális Demokrata                         |
| 65.                                                                           | Tanaka Kakuei (másodszor)        | Kakuei Tanaka 19720707     | 1972. december 22-étől 1974. december 9-éig      | Liberális Demokrata                         |
| 66.                                                                           | Miki Takeo                       | Takeo Miki 19741209        | 1974. december 9-étől 1976. december 24-éig      | Liberális Demokrata                         |
| 67.                                                                           | Fukuda Takeo                     | Takeo Fukuda 19761224      | 1976. december 24-étől 1978. december 7-éig      | Liberális Demokrata                         |
| 68.                                                                           | Óhira Maszajosi                  | Masayoshi Ohira 19781207   | 1978. december 7-étől 1979. november 9-éig       | Liberális Demokrata                         |
| 69.                                                                           | Óhira Maszajosi (másodszor)      | Masayoshi Ohira 19781207   | 1979. november 9-étől 1980. június 12-éig        | Liberális Demokrata                         |
| Ez alatt az átmeneti időszak alatt Itó Maszajosi volt a miniszterelnök.       |                                  |                            |                                                  |                                             |
| 70.                                                                           | Szuzuki Zenkó                    | Zenko Suzuki 19800717      | 1980. július 17-étől 1982. november 27-éig       | Liberális Demokrata                         |
| 71.                                                                           | Nakaszone Jaszuhiro              | Yasuhiro Nakasone 19821127 | 1982. november 27-étől 1983. december 27-éig     | Liberális Demokrata                         |
| 72.                                                                           | Nakaszone Jaszuhiro (másodszor)  | Yasuhiro Nakasone 19821127 | 1983. december 27-étől 1986. július 22-éig       | Liberális Demokrata                         |
| 73.                                                                           | Nakaszone Jaszuhiro (háromszor)  | Yasuhiro Nakasone 19821127 | 1986. július 22-étől 1987. november 6-áig        | Liberális Demokrata                         |
| 74.                                                                           | Takesita Noboru                  | Noboru Takeshita 19871106  | 1987. november 6-ától 1989. június 3-áig         | Liberális Demokrata                         |
| 75.                                                                           | Uno Szószuke                     | Sosuke Uno 19890603        | 1989. június 3-tól 1989. augusztus 10-éig        | Liberális Demokrata                         |
| 76.                                                                           | Kaifu Tosiki                     | Toshiki Kaifu 19890810     | 1989. augusztus 10-étől 1990. február 28-áig     | Liberális Demokrata                         |
| 77.                                                                           | Kaifu Tosiki (másodszor)         | Toshiki Kaifu 19890810     | 1990. február 28-ától 1991. november 5-éig       | Liberális Demokrata                         |
| 78.                                                                           | Mijazava Kiicsi                  | Kiichi Miyazawa 19911105   | 1991. november 5-étől 1993. augusztus 9-éig      | Liberális Demokrata                         |
| 79.                                                                           | Hoszokava Morihito               | Morihiro Hosokawa 19930809 | 1993. augusztus 9-étől 1994. április 28-áig      | Új Japán                                    |
| 80.                                                                           | Hata Cutomu                      | Tsutomu Hata 19940428      | 1994. április 28-ától 1994. június 30-áig        | Megújító                                    |
| 81.                                                                           | Murajama Tomiicsi                | Tomiichi Murayama 19940630 | 1994. június 30-ától 1996. január 11-éig         | Szociáldemokrata                            |
| 82.                                                                           | Hasimoto Rjútaró                 | Ryutaro Hashimoto 19960111 | 1996. január 11-étől 1996. november 7-éig        | Liberális Demokrata                         |
| 83.                                                                           | Hasimoto Rjútaró (másodszor)     | Ryutaro Hashimoto 19960111 | 1996. november 7-étől 1998. július 30-áig        | Liberális Demokrata                         |
| 84.                                                                           | Obucsi Keizó                     | Keizo Obuchi 19980730      | 1998. július 30-ától 2000. április 5-éig         | Liberális Demokrata                         |
| 85.                                                                           | Mori Josiró                      | Yoshiro Mori 20000405      | 2000. április 5-étől 2000. július 4-éig          | Liberális Demokrata                         |
| 86.                                                                           | Mori Josiró (másodszor)          | Yoshiro Mori 20000405      | 2000. július 4-étől 2001. április 26-áig         | Liberális Demokrata                         |
| 87.                                                                           | Koizumi Dzsunicsiró              | Junichiro Koizumi 20010426 | 2001. április 26-ától 2003. november 19-éig      | Liberális Demokrata                         |
| 88.                                                                           | Koizumi Dzsunicsiró (másodszor)  | Junichiro Koizumi 20010426 | 2003. november 19-étől 2005. szeptember 21-éig   | Liberális Demokrata                         |
| 89.                                                                           | Koizumi Dzsunicsiró (harmadszor) | Junichiro Koizumi 20010426 | 2005. szeptember 21-étől 2006. szeptember 26-áig | Liberális Demokrata                         |
| 90.                                                                           | Abe Sinzó                        | Shinzō Abe 20060926        | 2006. szeptember 26-ától 2007. szeptember 23-áig | Liberális Demokrata                         |
| 91.                                                                           | Fukuda Jaszuo                    | Yasuo Fukuda 200709        | 2007. szeptember 25-étől 2008. szeptember 24-éig | Liberális Demokrata                         |
| 92.                                                                           | Aszó Taró                        | Taro Aso 20080924          | 2008. szeptember 24-étől 2009. szeptember 16-áig | Liberális Demokrata                         |
| 93.                                                                           | Hatojama Jukio                   | Yukio Hatoyama 20090916    | 2009. szeptember 16. – 2010. június 8.           | Demokrata                                   |
| 94.                                                                           | Kan Naoto                        | Kan Naoto                  | 2010. június 8. – 2011. szeptember 2.            | Demokrata                                   |
| 95.                                                                           | Noda Josihiko                    | Yoshihiko Noda 20110902    | 2011. szeptember 2. – 2012. december 25.         | Demokrata                                   |
| 96.                                                                           | Abe Sinzó (másodszor)            | Shinzō Abe Official        | 2012. december 26. – 2020. szeptember 16.        | Liberális Demokrata                         |
| 97.                                                                           | Szuga Josihide                   | Yoshihide Suga 20210101    | 2020. szeptember 16. – 2021. október 4.          | Liberális Demokrata                         |
| 98.                                                                           | Kisida Fumio                     |                            | 2021. október 4. – 2024. október 1.              | Liberális Demokrata                         |
| 99.                                                                           | Isiba Sigeru                     |                            | 2024. október 1. –                               | Liberális Demokrata                         |